# 三島神社 (台東区)
三島神社（みしまじんじゃ）は、東京都台東区下谷三丁目にある神社。本社は伊予国一宮で日本総鎮守と称される愛媛県今治市（大三島）の大山祇神社である。

## 祭神
- 主祭神
  - 大山祇命
- 相殿神
  - 和足彦神
  - 身島姫神
  - 上津姫命（雷神）
  - 下津姫命（龍神）

上津姫命は磐長姫命、下津姫命は木花咲耶姫命と考えられている。

## 由緒
弘安4年（1281年）、河野通有は元寇に際し、氏神である三島大明神（大山祇神社）に戦勝を祈願して出陣し、三島大明神の神使である白鷺の導きにより華々しい武勲を挙げたが、その帰陣にあたり、夢の中で武蔵国豊島郡に三島大明神を勧請せよというお告げを受け、上野山内の河野氏の館に奉斎したのが始まりと伝えられる。
慶安3年（1650年）、徳川家光より社地移転を命じられ、金杉村（現在の台東区根岸）に遷座した。さらに宝永7年（1710年）、社地が幕府の御用地となったため、浅草小揚町（現在の台東区寿）に遷された（寿四丁目の本社三島神社）。しかし、氏神様が遠くて困るとして金杉村字金杉町の火除稲荷神社社地に分霊を勧請した。これが金杉町（下谷）の三島神社である。現在に至るまで当社の歴代宮司は河野通有の子孫が務めている。
なお、同じく金杉村根岸の氏子が本社三島神社より分霊を勧請し、熊野神社に合祀したのが根岸一丁目の元三島神社である。

## 境内
- 火除稲荷神社 - 境内摂社。三島神社の地主神。創建年代は不詳だが、徳川氏が上野山内の火難方位除けのために創建したと伝えられ、古くは「ミサキ稲荷」と称したという。その後、この地が火除地と定められたことから「火除稲荷」と称するようになり、火難除け・商売繁昌・家内安全・防災・安全などの神徳で信仰を集めている。
- 雷井戸 - 昔、武蔵野は雷が多かったため、里人は非常に畏れていた。ある時、三島神社に雷が落ちたので、神主が雷を井戸に封じ込めた。雷が「井戸から出してくれ」と頼むので、「二度とこの地に落ちてこない」ことを約束させて許したと伝えられる。以来、このあたりには雷が落ちないといわれ、雷除けの井戸として信仰されている。
- 三島神社華表の碑 - 尾崎咢堂が東京市長時代に撰文したもの。
- 几号水準点 - 明治初期に内務省地理寮が設置した測量標で、北門入口の敷石に不の刻印がある。
- 福島県三春町の三春滝桜苗木。

## 建て替え計画
老朽化した社殿の建て替えを進めるにあたり、敷地の一部は2099年まで定期借地権を設定の上、三井不動産レジデンシャルが分譲マンションを開発。建て替え前に使用していた瓦や灯篭を、マンションの共用材やアートとして一部再活用する取り組みも行われる。令和8年（2026年）8月頃の全体竣工を予定。